# Liste des planètes mineures non numérotées découvertes en avril 2009
Pour un article plus général, voir Liste des planètes mineures non numérotées découvertes en 2009.
Pour un article plus général, voir Liste des planètes mineures.
Cet article dresse la liste des planètes mineures (astéroïdes, centaures, objets transneptuniens et assimilés) non numérotées découvertes en avril 2009 dans l'ordre de leur découverte.
Au 15 janvier 2025, 661 077 des 1 434 993 planètes mineures répertoriées par le Centre des planètes mineures ne sont pas encore numérotées, soit 46,07 %.

## Rappel concernant la désignation provisoire
La désignation provisoire indique l'ordre de découverte de ces objets. En effet, cette désignation est composée de l'année de découverte (par exemple 2009) suivie de la quinzaine (demi-mois) de découverte (p.e. A = 1-15 janvier) puis de l'ordre de découverte dans cette quinzaine. Cet ordre est indiqué par une lettre et éventuellement un chiffre comme suit : A pour la première découverte, B pour la deuxième, ..., Z pour la 25e (le I n'est pas utilisé pour éviter la confusion avec 1), A1 pour la 26e, B1 pour la 27e, etc. , Z1 pour la 50e, A2 pour la 51e, B2 pour la 52e, etc. L'ordre de la numérotation ne suit donc pas l'ordre alphanumérique. 2009 AA1 suit ainsi 2009 AZ et précède 2009 AB1.

## Liste

### Du1erau 15 avril 2009
- 2009 GM
- 2009 GU
- 2009 GW1
- 2009 GN4
- 2009 GP4
- 2009 GB5
- 2009 GF5
- 2009 GJ5
- 2009 GU5
- 2009 GH6
- 2009 GS6
- 2009 GJ7
- 2009 GM7
- 2009 GR7
- 2009 GX7
- 2009 GB8
- 2009 GP8
- 2009 GR8
- 2009 GW8
- 2009 GX8
- 2009 GC9
- 2009 GF9
- 2009 GH9
- 2009 GJ9
- 2009 GN9
- 2009 GR9
- 2009 GV9
- 2009 GW9
- 2009 GX9
- 2009 GZ9
- 2009 GA10
- 2009 GF10
- 2009 GG10
- 2009 GH10
- 2009 GK10
- 2009 GL10
- 2009 GM10
- 2009 GN10
- 2009 GO10
- 2009 GQ10
- 2009 GR10
- 2009 GS10
- 2009 GT10
- 2009 GU10
- 2009 GV10
- 2009 GX10

### Du 16 au 30 avril 2009
- 2009 HC
- 2009 HD
- 2009 HE
- 2009 HF
- 2009 HG
- 2009 HM1
- 2009 HR2
- 2009 HS2
- 2009 HT2
- 2009 HV2
- 2009 HW2
- 2009 HF4
- 2009 HM4
- 2009 HO5
- 2009 HG6
- 2009 HB7
- 2009 HJ7
- 2009 HK7
- 2009 HX7
- 2009 HB8
- 2009 HL8
- 2009 HV8
- 2009 HB9
- 2009 HX10
- 2009 HQ11
- 2009 HY11
- 2009 HA13
- 2009 HH15
- 2009 HL15
- 2009 HA16
- 2009 HM17
- 2009 HV17
- 2009 HO18
- 2009 HP18
- 2009 HD19
- 2009 HH19
- 2009 HA21
- 2009 HB21
- 2009 HC21
- 2009 HE21
- 2009 HF21
- 2009 HG21
- 2009 HH21
- 2009 HJ21
- 2009 HL21
- 2009 HQ21
- 2009 HG22
- 2009 HK22
- 2009 HL22
- 2009 HY22
- 2009 HJ23
- 2009 HX23
- 2009 HT25
- 2009 HW25
- 2009 HC26
- 2009 HE26
- 2009 HK27
- 2009 HQ27
- 2009 HR27
- 2009 HW27
- 2009 HE28
- 2009 HL28
- 2009 HM28
- 2009 HN28
- 2009 HV28
- 2009 HS30
- 2009 HY30
- 2009 HA31
- 2009 HC32
- 2009 HE32
- 2009 HQ32
- 2009 HR32
- 2009 HU32
- 2009 HC33
- 2009 HD33
- 2009 HG33
- 2009 HJ33
- 2009 HL33
- 2009 HN33
- 2009 HQ33
- 2009 HV33
- 2009 HL34
- 2009 HR34
- 2009 HB35
- 2009 HJ36
- 2009 HN36
- 2009 HT37
- 2009 HZ37
- 2009 HF38
- 2009 HK38
- 2009 HA39
- 2009 HP40
- 2009 HS40
- 2009 HZ40
- 2009 HA41
- 2009 HP41
- 2009 HN42
- 2009 HN44
- 2009 HS44
- 2009 HT44
- 2009 HU44
- 2009 HR45
- 2009 HC46
- 2009 HD46
- 2009 HL46
- 2009 HV46
- 2009 HJ47
- 2009 HO47
- 2009 HT47
- 2009 HY47
- 2009 HD49
- 2009 HQ49
- 2009 HV49
- 2009 HD50
- 2009 HW50
- 2009 HA51
- 2009 HG51
- 2009 HX51
- 2009 HY51
- 2009 HO52
- 2009 HY52
- 2009 HA53
- 2009 HR53
- 2009 HE54
- 2009 HN54
- 2009 HU54
- 2009 HW54
- 2009 HD55
- 2009 HF55
- 2009 HK55
- 2009 HU55
- 2009 HZ55
- 2009 HC56
- 2009 HL56
- 2009 HS56
- 2009 HU57
- 2009 HD58
- 2009 HE58
- 2009 HH58
- 2009 HO58
- 2009 HS58
- 2009 HT58
- 2009 HU58
- 2009 HV58
- 2009 HE60
- 2009 HG60
- 2009 HP61
- 2009 HV61
- 2009 HJ62
- 2009 HM62
- 2009 HC63
- 2009 HD63
- 2009 HG63
- 2009 HJ63
- 2009 HK63
- 2009 HO63
- 2009 HF64
- 2009 HO64
- 2009 HT64
- 2009 HU65
- 2009 HG66
- 2009 HX66
- 2009 HJ67
- 2009 HV67
- 2009 HW67
- 2009 HX67
- 2009 HY67
- 2009 HZ67
- 2009 HG68
- 2009 HO68
- 2009 HL69
- 2009 HO69
- 2009 HN70
- 2009 HU72
- 2009 HV72
- 2009 HX72
- 2009 HK73
- 2009 HL73
- 2009 HM73
- 2009 HN74
- 2009 HB75
- 2009 HF75
- 2009 HV75
- 2009 HC76
- 2009 HH76
- 2009 HA77
- 2009 HL77
- 2009 HU77
- 2009 HV77
- 2009 HC78
- 2009 HG78
- 2009 HH78
- 2009 HQ78
- 2009 HO79
- 2009 HX79
- 2009 HZ79
- 2009 HV81
- 2009 HY81
- 2009 HF82
- 2009 HM82
- 2009 HN82
- 2009 HM83
- 2009 HK84
- 2009 HF85
- 2009 HG86
- 2009 HU86
- 2009 HX86
- 2009 HF87
- 2009 HM87
- 2009 HQ87
- 2009 HU87
- 2009 HZ87
- 2009 HE89
- 2009 HK90
- 2009 HX90
- 2009 HK91
- 2009 HN91
- 2009 HP91
- 2009 HS92
- 2009 HZ92
- 2009 HB93
- 2009 HD93
- 2009 HT93
- 2009 HF95
- 2009 HN95
- 2009 HZ95
- 2009 HL96
- 2009 HU96
- 2009 HG97
- 2009 HC99
- 2009 HL100
- 2009 HU102
- 2009 HC104
- 2009 HJ104
- 2009 HL105
- 2009 HW105
- 2009 HE106
- 2009 HG107
- 2009 HE109
- 2009 HM109
- 2009 HY109
- 2009 HE110
- 2009 HH110
- 2009 HJ110
- 2009 HN110
- 2009 HX110
- 2009 HW111
- 2009 HX111
- 2009 HO112
- 2009 HA113
- 2009 HH113
- 2009 HN113
- 2009 HS113
- 2009 HV113
- 2009 HY113
- 2009 HH114
- 2009 HJ114
- 2009 HK114
- 2009 HM114
- 2009 HR114
- 2009 HS114
- 2009 HU114
- 2009 HV114
- 2009 HW114
- 2009 HX114
- 2009 HZ114
- 2009 HE115
- 2009 HK115
- 2009 HN115
- 2009 HO115
- 2009 HQ115
- 2009 HR115
- 2009 HS115
- 2009 HT115
- 2009 HU115
- 2009 HV115
- 2009 HW115
- 2009 HY115
- 2009 HZ115
- 2009 HA116
- 2009 HB116
- 2009 HC116
- 2009 HM116
- 2009 HQ116
- 2009 HR116
- 2009 HT116
- 2009 HV116
- 2009 HX116
- 2009 HA117
- 2009 HH117
- 2009 HM117
- 2009 HN117
- 2009 HR117
- 2009 HX117
- 2009 HD118
- 2009 HF118
- 2009 HG118
- 2009 HH118
- 2009 HP118
- 2009 HQ118
- 2009 HS118
- 2009 HV118
- 2009 HW118
- 2009 HL119
- 2009 HM119
- 2009 HO119
- 2009 HR119
- 2009 HU119
- 2009 HV119
- 2009 HY119
- 2009 HZ119
- 2009 HD120
- 2009 HH120
- 2009 HJ120
- 2009 HK120
- 2009 HN120
- 2009 HQ120
- 2009 HR120
- 2009 HV120
- 2009 HZ120
- 2009 HH121
- 2009 HZ121
- 2009 HC122
- 2009 HD122
- 2009 HE122
- 2009 HH122
- 2009 HJ122
- 2009 HK122
- 2009 HL122
- 2009 HN122
- 2009 HS122
- 2009 HU122
- 2009 HV122
- 2009 HX122
- 2009 HB123
- 2009 HC123
- 2009 HD123
- 2009 HM123
- 2009 HP123
- 2009 HS123
- 2009 HV123
- 2009 HW123
- 2009 HZ123
- 2009 HB124
- 2009 HE124
- 2009 HG124
- 2009 HH124
- 2009 HJ124
- 2009 HS124
- 2009 HT124
- 2009 HU124
- 2009 HV124
- 2009 HW124
- 2009 HY124
- 2009 HC125
- 2009 HE125
- 2009 HG125
- 2009 HJ125
- 2009 HL125
- 2009 HM125
- 2009 HN125
- 2009 HQ125
- 2009 HV125
- 2009 HW125
- 2009 HX125
- 2009 HY125
- 2009 HZ125
- 2009 HA126
- 2009 HC126
- 2009 HG126
- 2009 HH126
- 2009 HO126
- 2009 HP126
- 2009 HR126
- 2009 HU126
- 2009 HV126
- 2009 HX126
- 2009 HZ126
- 2009 HA127
- 2009 HB127
- 2009 HC127
- 2009 HD127
- 2009 HE127
- 2009 HF127
- 2009 HG127
- 2009 HH127
- 2009 HK127
- 2009 HL127
- 2009 HM127
- 2009 HN127
- 2009 HO127
- 2009 HP127
- 2009 HR127
- 2009 HS127
- 2009 HU127
- 2009 HV127
- 2009 HX127
- 2009 HY127
- 2009 HZ127
- 2009 HA128
- 2009 HB128
- 2009 HC128
- 2009 HD128
- 2009 HE128
- 2009 HF128
- 2009 HG128
- 2009 HH128
- 2009 HJ128
- 2009 HL128
- 2009 HM128
- 2009 HN128
- 2009 HO128
- 2009 HP128
- 2009 HQ128
- 2009 HR128
- 2009 HS128
- 2009 HT128
- 2009 HU128
- 2009 HV128
- 2009 HW128
- 2009 HX128
- 2009 HY128
- 2009 HZ128
- 2009 HA129
- 2009 HC129
- 2009 HE129
- 2009 HF129
- 2009 HG129
- 2009 HH129
- 2009 HJ129
- 2009 HK129
- 2009 HL129
- 2009 HM129
- 2009 HN129
- 2009 HO129
- 2009 HP129
- 2009 HQ129
- 2009 HR129
- 2009 HS129
- 2009 HU129
- 2009 HV129
- 2009 HY129
- 2009 HZ129
- 2009 HA130
- 2009 HB130
- 2009 HC130
- 2009 HD130
- 2009 HE130
- 2009 HF130
- 2009 HG130
- 2009 HH130
- 2009 HJ130
- 2009 HK130
- 2009 HM130
- 2009 HN130
- 2009 HO130
- 2009 HP130